# The Deceivers (film 1915 Drew)
The Deceivers è un cortometraggio muto del 1915 diretto e interpretato da Sidney Drew.

## Produzione
Il film fu prodotto dalla Vitagraph Company of America.

## Distribuzione
Distribuito dalla General Film Company, il film - un cortometraggio in una bobina - uscì nelle sale cinematografiche statunitensi il 17 dicembre 1915.